# Cayaponia attenuata
Cayaponia attenuata là một loài thực vật có hoa trong họ Cucurbitaceae. Loài này được (Hook. & Arn.) Cogn. mô tả khoa học đầu tiên năm 1881.